# Тарбэй, Паола
Пао́ла Тарбэ́й Го́мес (англ. Paola Turbay Gómez; 29 ноября 1970, Хьюстон, Техас, США) — американская актриса, фотомодель и телеведущая.

## Биография
Паола Тарбэй Гомес родилась 29 ноября 1970 года в Хьюстоне (штат Техас, США) в семье латиноамериканского происхождения, а в 1980 году они переехали в Боготе (Колумбия). У Паолы есть младший брат — композитор Хуан Гэбриел Тарбэй. 
Паола получила актёрское образование в Голливуде, штат Калифорния.

## Карьера
Паола начала свою карьеру в качестве фотомодели в 1991 году. В том же году Тарбэй победила на конкурсе красоты «Мисс Колумбия» и 2-е место в «Мисс Вселенная».
Паола дебютировала в кино в 1994 году, сыграв роль специальной гостьи в телесериале «Или все в постели». В 2008—2012 года Тарбэй сыграла роль Синди Ли в телесериале «Тайная жизнь американского подростка». Всего она сыграла в 2 фильмах и телесериалах.
Также Паола является телеведущей.

## Личная жизнь
С 24 декабря 1994 год а Паола замужем за Алехандро Эстрада. У супругов есть двое детей — дочь София Эстрада (род. 1996) и сын Эмилио Эстрада (род. 2000).

## Избранная фильмография
| Год       |   | Русское название                     | Оригинальное название                    | Роль                    |
| --------- | - | ------------------------------------ | ---------------------------------------- | ----------------------- |
| 1994      | с | Или все в постели                    | O todos en la cama                       | специальная гостья      |
| 2007      | ф | Любовь во время холеры               | Love in the Time of Cholera              | привлекательная женщина |
| 2008      | с | Californication                      | Californication                          | Розарио                 |
| 2008—2012 | с | Тайная жизнь американского подростка | The Secret Life of the American Teenager | Синди Ли                |
| 2009      | с | Ищейка                               | The Closer                               | детектив Микки Мендоза  |
| 2011      | с | Менталист                            | The Mentalist                            | Беатрис                 |
| 2011      | с | Настоящая кровь                      | True Blood                               | Антония Гавилан         |